# Deborah Harkness
Pour les articles homonymes, voir Harkness.
Œuvres principales
- Série Le Livre perdu des sortilèges

Deborah Elizabeth Harkness, née le 5 avril 1965 à Philadelphie en Pennsylvanie, est une universitaire et romancière américaine, professeure d'histoire à l'université de Californie du Sud. Le Livre perdu des sortilèges, premier tome d'une trilogie du même nom, est son premier roman. Il devient un succès d'édition peu de temps après sa publication. Il est publié dans trente-quatre pays, et a été adapté en série télévisée, diffusée sur Sky à partir de septembre 2018.

## Biographie
Née en 1965, Deborah Harkness grandit près de Philadelphie, en Pennsylvanie, son père est d'origine américaine et sa mère britannique. Elle est diplômée du Mount Holyoke College où elle obtient son Bachelor of Arts en 1986, puis de l'université Northwestern où elle obtient son mastère en 1990, enfin de l'université de Californie à Davis où elle obtient son doctorat en 1994. Harkness étudie également à l'université Oxford. Elle est réputée pour ses travaux en histoire des sciences et de la médecine ainsi que pour avoir étudié l'alchimie, la magie et l'occultisme.

## Carrière universitaire

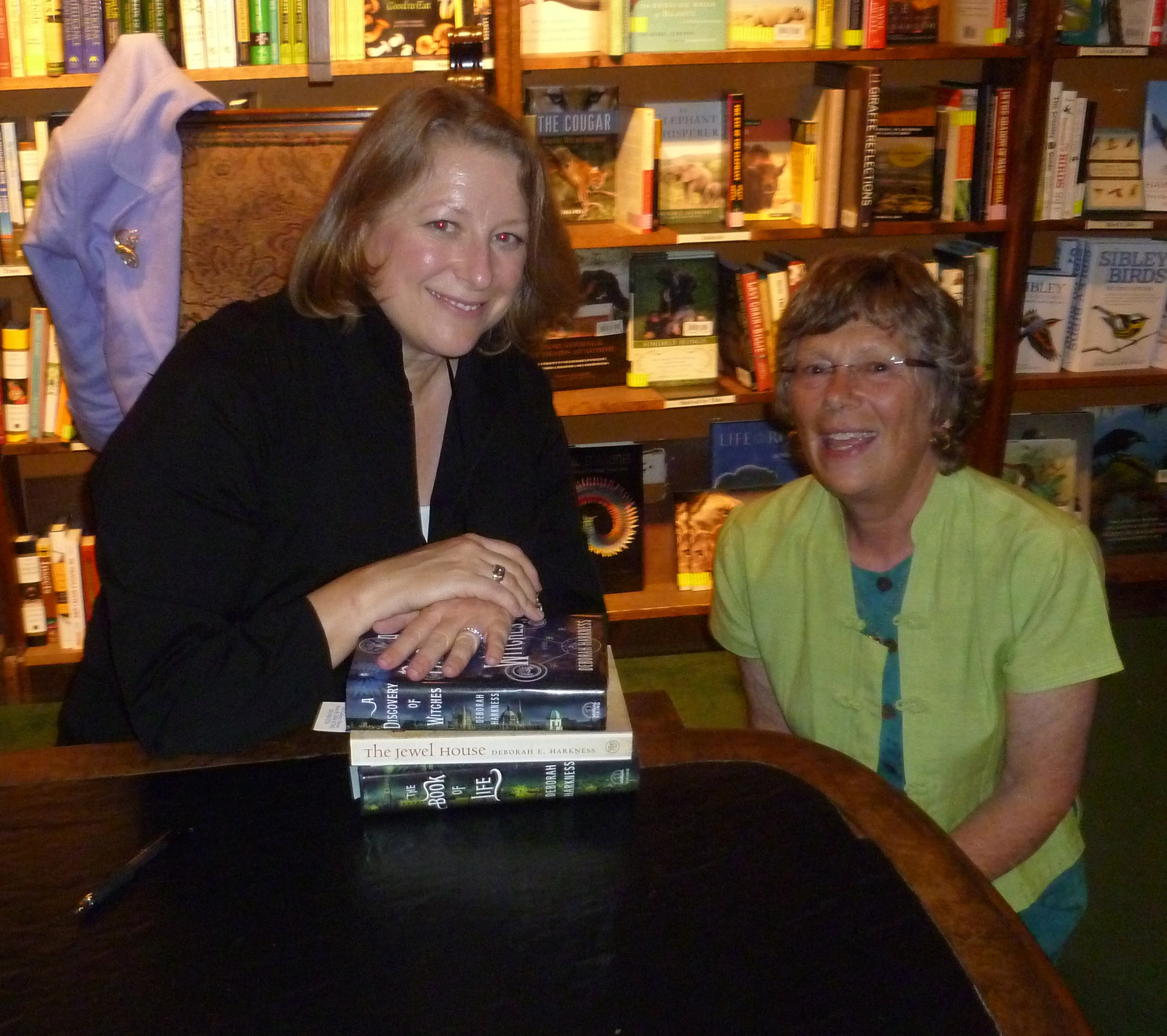
Deborah Harkness lors d'une lecture, août 2014

Deborah Harkness est professeure d'histoire et enseigne l'histoire européenne et l'histoire des sciences à l'université de Californie du Sud. Elle a publié deux livres d'histoire, John Dee's Conversations with Angels: Cabala, Alchemy and the End of Nature (1999) et The Jewel House: Elizabethan London and the Scientific Revolution (2007) pour lequel elle reçoit en 2008 le prix Pfizer décerné par l’History of Science Society en reconnaissance d'un livre exceptionnel sur l'histoire des sciences,,.

## Récompenses
- 2008 : prix Pfizer, pour The Jewel House: Elizabethan London and the Scientific Revolution.
- 2018 : prix Inkpot, pour l'ensemble de son œuvre.

## Œuvres

### SérieLe Livre perdu des sortilèges
1. Le Livre perdu des sortilèges, Orbit, 2011 ((en) A Discovery of Witches, 2011)
2. L'École de la nuit, Orbit, 2012 ((en) Shadow of Night, 2012)
3. Le Nœud de la sorcière, Orbit, 2014 ((en) The Book of Life, 2014)
4. La Force du temps, Calmann-Lévy, 2019 ((en) Time's Convert, 2018)
5. L'Oracle de l'oiseau noir, Charleston, 2024 ((en) The Black Bird Oracle, 2024), trad. Laurent Bury, 656 p.  (ISBN 978-2-38529-265-2)

### Essais
- (en) Deborah E. Harkness, The Jewel House: Elizabethan London and the Scientific Revolution, New Haven, Yale University Press, 2007, 349 p. (ISBN 978-0-300-11196-5, OCLC 226002129, lire en ligne)[10].
- John Dee's Conversations with Angels : Cabala, Alchemy, and the End of Nature, Cambridge, U.K., Cambridge University Press, 1999, 252 p. (ISBN 978-0-521-62228-8, OCLC 39748178, lire en ligne).